# Oxytropis albovillosa
Oxytropis albovillosa är en ärtväxtart som beskrevs av Boris Fedtjenko. Oxytropis albovillosa ingår i släktet klovedlar, och familjen ärtväxter. Inga underarter finns listade i Catalogue of Life.